# Entente Sportive Le Cannet-Rocheville Volley-Ball 2010-2011
Questa voce raccoglie le informazioni riguardanti l'Entente Sportive Le Cannet-Rocheville Volley-Ball nelle competizioni ufficiali della stagione 2010-2011.

## Organigramma societario
Area direttiva
- Presidente: Daniel Bussani

Area tecnica
- Allenatore: Mladen Kasić
- Allenatore in seconda: David Françoise

## Rosa
| N° | Nome             | Ruolo | Data di nascita  | Nazionalità sportiva |
| -- | ---------------- | ----- | ---------------- | -------------------- |
| 1  | Karine Salinas   | P     | 5 marzo 1973     | Francia              |
| 2  | Maëva Orlé       | C     | 8 maggio 1991    | Francia              |
| 3  | Kateřina Bucková | C     | 28 aprile 1978   | Rep. Ceca            |
| 4  | Titia Sustring   | S     | 27 aprile 1979   | Paesi Bassi          |
| 5  | Leslie Turiaf    | S     | 15 maggio 1986   | Francia              |
| 8  | Olesja Kulakova  | C     | 31 gennaio 1977  | Germania             |
| 9  | Sara Radošević   | S     | 23 febbraio 1986 | Croazia              |
| 10 | Estelle Quérard  | L     | 19 marzo 1979    | Francia              |
| 11 | Hana Kašić       | P     | 5 giugno 1992    | Francia              |
| 12 | Sanja Bursać     | S     | 10 gennaio 1990  | Serbia               |
| 17 | Inna Matveyeva   | S     | 2 ottobre 1978   | Kazakistan           |
| 18 | Laure Koenig     | C     | 18 aprile 1975   | Francia              |